# Immacolata Concezione di Maria a Grottarossa
Immacolata Concezione di Maria a Grottarossa  je kardinálský titulární kostel ustanovený 25. května 1985 papežem Janem Pavlem II. Tento kostel se nachází na Via Flaminia v Římě. Prvním titulárním kardinálem se stal Henryk Roman Gulbinowicz, arcibiskup vratislavský. Tento kostel byl postaven v roce 1937.

## Titulární kardinálové
| Jméno                    | Funkce                           | Od           | Do           |
| ------------------------ | -------------------------------- | ------------ | ------------ |
| Henryk Roman Gulbinowicz | Arcibiskup vratislavský (Polsko) | 25. 5. 1985  | 16. 11. 2020 |
| Wilton Daniel Gregory    | Arcibiskup washingtonský (USA)   | 28. 11. 2020 | současnost   |